# Залогодатель
Залогодатель — физическое или юридическое лицо, предоставившее имущество или другие ценности в залог. Одна из сторон залогового правоотношения. Согласно статье 335 Гражданского кодекса Российской Федерации, залогодателем может быть как сам должник, так и третье лицо. Лицо, принявшее имущество в залог, именуется залогодержателем. Между залогодателем и залогодержателем должен быть заключён договор залога, обеспечивающий выполнение их обязательств. Залогодатель может распоряжаться предметом залога только с согласия залогодержателя, за исключением передачи имущества по наследству.
Залогодателем может быть как собственник имущества, так и лицо, которому оно принадлежит на праве хозяйственного ведения. Если имущество принадлежит лицу на праве хозяйственного ведения, он не имеет права оставить его в залог без согласия собственника.
В случае, если залогом является право, его залогодателем может быть лицо, которому оно принадлежит. Право аренды или право на чужую вещь нельзя оставлять в залог без согласия собственника или лица, которому оно принадлежит на праве хозяйственного владения, если договор запрещает отчуждение права без их согласия. Согласно статье З44 Гражданского кодекса Российской Федерации, залогодатель несёт риск случайной гибели или случайного повреждения заложенного имущества, если иное не предусмотрено договором залога.
Если залогодатель — физическое лицо — признан решением суда безвестно отсутствующим, допускается взыскание на предмет залога.